# 膜構造

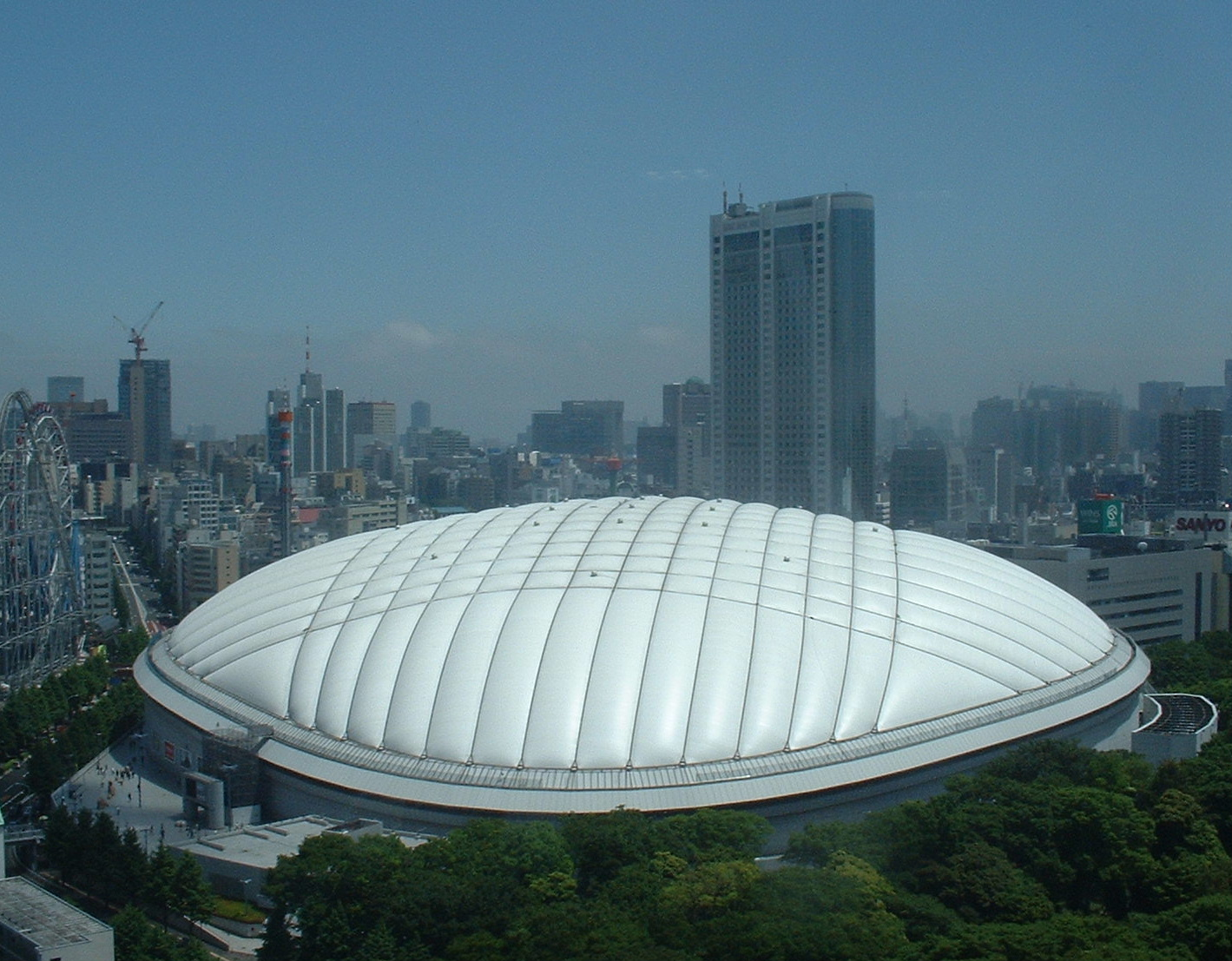
東京ドーム (空気膜構造)

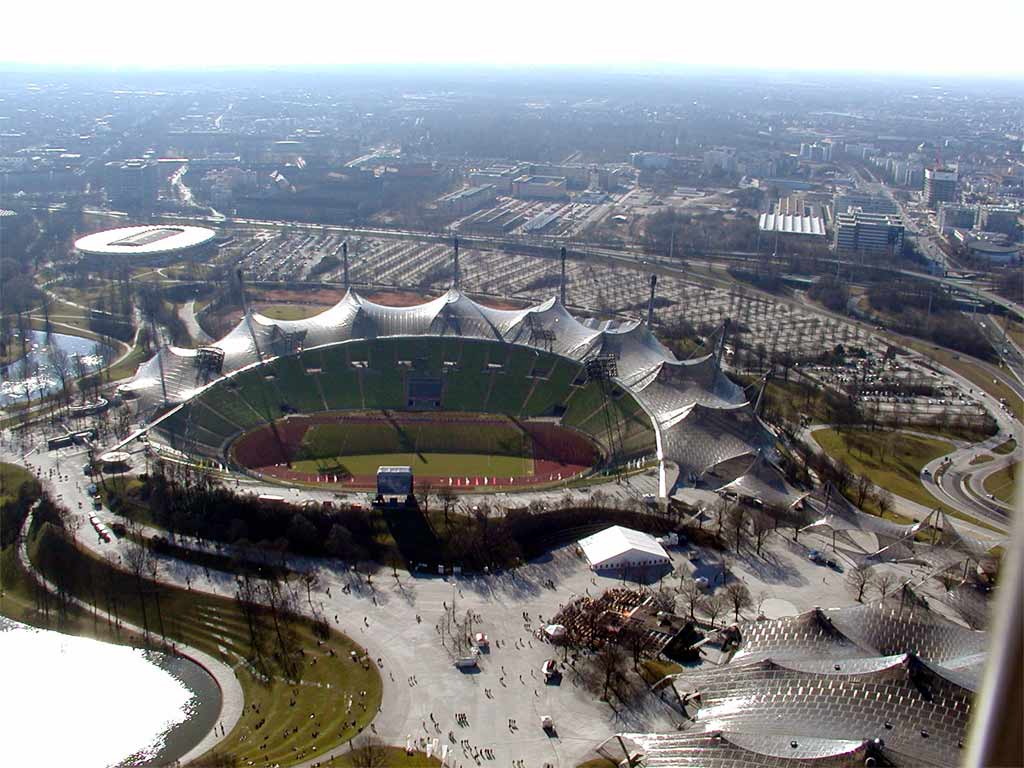
ミュンヘン・オリンピアシュタディオン (吊構造)

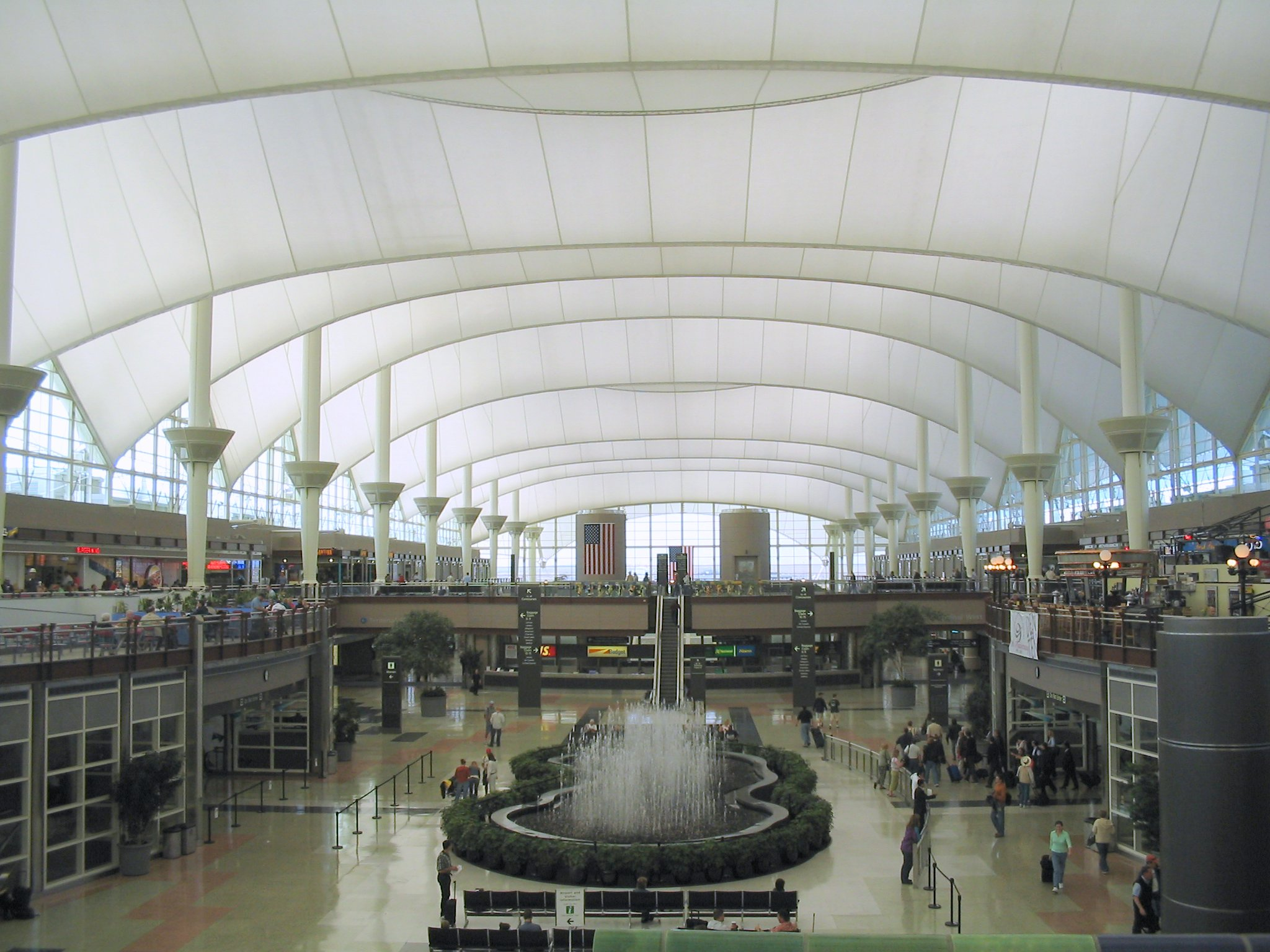
アメリカ・デンバー国際空港

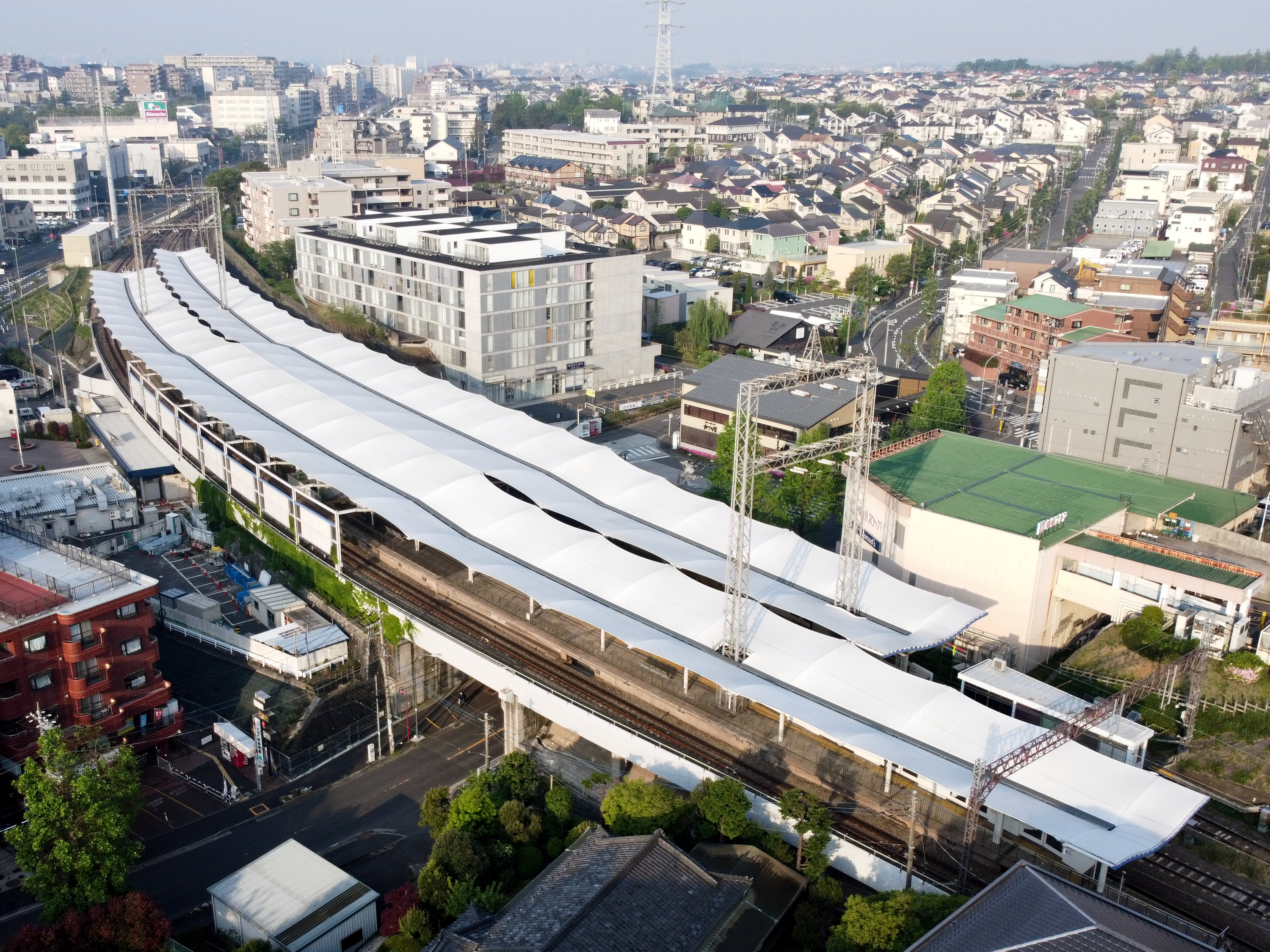
駅ホーム上屋(神奈川県・江田駅)

膜構造(まくこうぞう、membrane structure)は、その材料によって分類した場合の建築構造の一つ。専ら引張材である膜材料とその他の圧縮部材を組み合わせて構成するという手法であり、主な形式として吊構造(サスペンション構造)・骨組膜構造・空気膜構造(エアサポート構造、ニューマチック構造) がある。博覧会のパビリオン・倉庫・ショッピングモール・競技場・駅舎（ホーム上屋含む）などに使われ、特に大空間を持つ建築物でその利点を発揮する。

## 歴史
布や皮革などの膜状の部材をロープで吊ったり、骨組に張り付けたりして雨露をしのぐという行為自体は、古来よりテント・天幕という形で世界各地にみられたものである。しかし、これが建築学や構造力学の文脈で扱われるようになったのはごく最近、20世紀以降のことであった。それまで学問として扱われてきた建築物は、硬く、頑丈なものばかりであった。
膜構造を本格的な構造形式として確立した人物として、建築家フライ・オットーが挙げられる。20世紀後半、彼は石鹸の膜を使った実験などを重ねながら、軽やかで大らかな建築物を設計していった。「建築物」として評価され、用いられるようになった膜構造は、煉瓦や鋼やコンクリートなどで工夫を重ねて実現してきた大スパン架構への、ひとつの新しい解となった。特に、100m以上のスパンを柱なしで飛ばすことのできる技術として、競技場の屋根などに好んで用いられる。

## 分類
膜構造の建築物には、以下のような形式がある。膜は引張のみに効く部材であり、膜単独で構造を成り立たせることは不可能である。膜に柱・骨組・内気などの圧縮部材を組み合わせることになる。なお、以下のように厳密に分類できるとは限らない。空気膜構造の形態でありながら骨組を持つもの、マストで吊ったものなど、これらの複合構造も存在する。

### 吊構造
サスペンション(suspension)構造ともいう。マスト等を立ててケーブルを張り、膜材料を上方から吊るという、「テント」のような構造。重力を自然に感じさせるしなやかな曲面を生かした意匠が実現可能である。剛強な壁などの上に屋根をかけるものもある一方、博覧会の広場や鉄道駅の屋根、競技場のスタンドのように、剛強な構造をもたず自由な出入りの可能なものもある。その他にも設営の容易さを生かした仮設倉庫やイベント会場 (テントに近い) といった具合に、用途は広い。ミュンヘン・オリンピックの競技場および公園 (設計:フライ・オットー) などの例がある。
※なお、「吊構造」自体は膜以外の材料にも使われる構造形態であり、その例として代々木第一体育館(設計:丹下健三)がある。

### 骨組膜構造
鉄骨造・木造などの骨組を作って膜を張る。「提灯」をイメージすると良いだろう。北京オリンピックの水泳競技用スタジアム「北京国家水泳センター」(「水立方」の愛称で呼ばれる)は、鋼製のフレームに半透明の膜を張って膨らませ、水泡に包まれたような空間を創出している。簡易な骨組に膜を張り付けた鉄道駅の上屋・競技場のキャノピーなどの例も多くみられる。

### 空気膜構造
エアサポート(air-supported)構造、ニューマチック(pneumatic)構造ともいう。膜材料または膜材料および補強ケーブルで屋根を構成し、屋内の気圧を外よりわずかに高くすることによって支持する、もしくは、二層の膜をキルティング状に膨らませ、中の空気と合わせて剛性を持った壁のように扱う、見た目は大きな「風船」のような形状。しかし、風船は空気を充填して栓をする密閉型の構造であることに対し、この構造は送風機等で常時空気を膜内に供給し膜内の気圧を維持するという、風船とは明らかに違うものである。この構造で用いる材料には、とくに気密性が要求される。広大な無柱空間をつくれるため、特に屋内競技場の屋根として好んで用いられる。内外圧力差で屋根を持ち上げる形式には東京ドーム(日本・東京)、剛性を持った壁として用いた形式にはアリアンツ・アレナ(ドイツ・ミュンヘン)などの例がある。

## 材質
材質は主に人工繊維であり、ガラス繊維・ポリエステル繊維膜などさまざまな種類が使われている。ただし、これらの材料単独では紫外線曝露などにより劣化が生じる。恒久的に使用される建築物の場合は、特に耐候性を重視して合成樹脂 (ポリ塩化ビニル樹脂、4フッ化エチレン樹脂等) で繊維をコーティングした コーテッドファブリックを用いる。耐用年数としてはポリ塩化ビニル樹脂製のコーテッドファブリックの方が短い。その一方で4フッ化エチレンコーテッドファブリックは、アメリカでは40年間弱の長期にわたり耐候性を維持している事例もある。
構造を維持するために求められるのは引張強度である。その他の性能として防水性・耐火性などが要求されるほか、透光性の材料を用いる場合は、紫外線のカットなどを考慮する必要があり、空気膜構造では特に、構造上、気密性が重要となる。

## 特徴

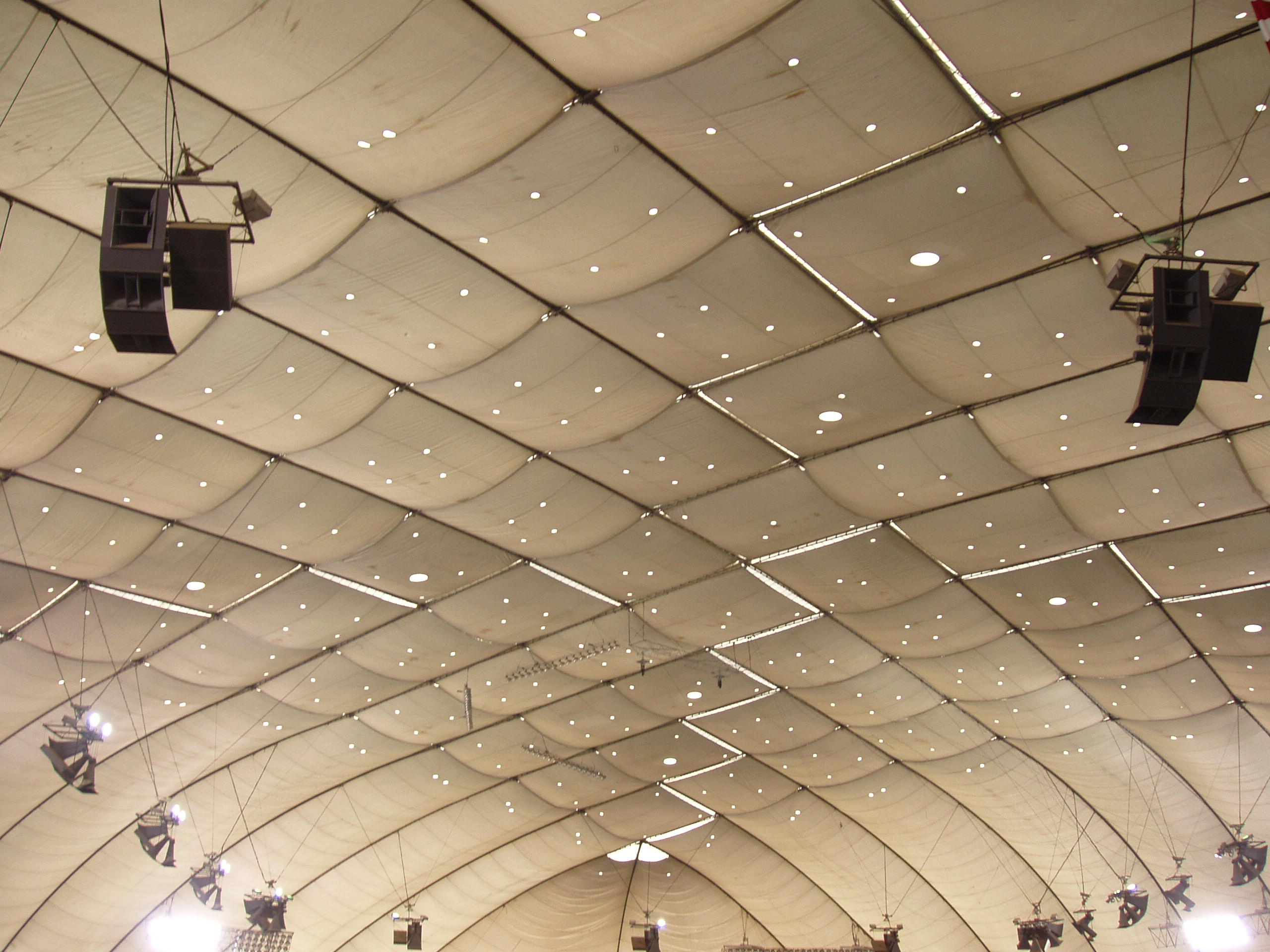
メトロドームの屋根

透光性のある素材を使える半透明の材料で大きな面積をカバーすることが可能である。自然光を採り入れた明るい大空間を構成するのに適している。また、逆に、夜間の屋内照明を透過させ、屋根全体を巨大な提灯のようにライトアップするという演出も可能である。
安全性コンクリートや瓦などに比べ、屋根荷重が圧倒的に小さいため、地震などで倒壊しにくい。万が一倒壊した場合でも、重い壁や屋根の下敷になる危険性が低く、人的・物的被害が発生しにくい。
デザインの柔軟さ柱や梁を多く入れる必要がない。軽量・高強度を生かして、大スパンの架構が可能である。また、曲面を用いた意匠にも適している。
経済性の高い設計・施工低コストの材料で大空間を実現することができ、また、工期も他の構造と比べて短縮することができる。膜構造が普及する以前は、スパンが大きくなるほどに大断面の梁が必要となり、「コストはスパンの二乗に比例する」というのが定説であった。軽量であり、かさ張らないため、輸送コストも抑えることができる。仮設倉庫などにも適している。一方で、意匠的にも凝ったものにはコストをかける必要がある。ドイツのアリアンツ・アレナ(ヘルツォーク&ド・ムーロン設計)は総工費約370億円を投じて建造された。また、恒久的に用いる建築物に耐候性の劣る材料を用いてしまうと、紫外線の曝露などで劣化した膜材料を交換する必要が出ることがある。

## 短所
膜構造の建築物には、概して以下のような問題点がある。これらを解消するか、これらが問題とならない用途・立地に用いる必要がある。
- 開口がとりにくい。
- 断熱・防音・遮音性能をもつ層を構成するのが困難。膜単体ではこれらの性能を十分に期待できない。
- 湛水のダメージを受けやすいので、積雪荷重・風荷重に対し慎重な設計が求められる。雨水や雪が適切に排除されずに膜上に水たまりを形成すると、大きな荷重がかかって膜を破壊する。ニューマチック構造のミネソタのメトロドームは、積雪で膜が破れ、しぼんでしまうという事故を起こした。

## 膜構造建築物の設計と施工
膜材料には以下のような特性がある。
- 膜は圧縮応力を伝えない。
- 膜は曲げ応力を伝えない。
- 膜は自重を持つ。

膜構造建築物の設計において特に重要となるのは、膜材料に与える張力の調整である。例として、水平に敷いたシーツのような布を指一本で下から突いて持ち上げる様子を思い浮かべてみると良い。その布がぴんと張られた状態 (初期張力が大きい) であれば、布は四角錐に近い形状を呈しながら持ち上がる。しかし布がたるんだ状態 (初期張力が小さい) で同じような動作をすれば、今度は布は緩やかな曲面を描くように持ち上がる。このように膜に与える張力を変化させることで、その形態は大いに変化する。想定する形状を実現するには、必要な張力を算定し、厳密に初期張力を加える必要がある。
施工においては、徐々に形が出来上がって完成形に近づいてゆく木造・石造・コンクリート造などの建築物とは異なり、膜構造建築物では最終段階までその形状が現れてこない場合もある。特にエアサポート構造では、加圧して屋根を膨らませる「インフレート」という工程を最後のわずか数時間で行う。競技場として著名な東京ドームは、1987年6月28日の早朝、2時間半ほどで膨らまされた。

## 膜構造と設備
膜構造建築物でも、他の構造形式と同様、空調・温熱・給排水などの設備は求められるが、以下では膜構造建築物特有の設備を挙げる。

### 空気膜構造維持のための空調
空気膜構造では、内外の気圧差を保たなければ構造が成り立たなくなるため、屋根・壁ともに開口を設けることが困難となる。屋内外の気圧差が不足すれば、屋根はたちまちしぼんでしまうのである。そのため自然換気は難しく、空調はもっぱら機械に頼らなければならない。気圧の調整のための大型送風機を設けたり、出入り口に回転ドアを用いるなど、設備も特別なものが必要となる。

### 融雪設備
もともと材料自体が薄く屋根荷重が小さいのが膜構造の特徴でもあるが、雪が積もった場合にはそれが通常の数倍数十倍に増し、構造的に致命的となる場合がある。特にエアサポート構造は、屋根全体の陥没という結果をもたらす。積もった雪がとどまりにくく滑落しやすい形状をデザインするほか、特に降雪のある地域に建設する場合には融雪用の電熱線などを組み込むことがある。また空気膜構造では、二層の膜の間に暖めた空気を送り込むことにより融雪を行うという手法も用いられる。

## 代表的な事例

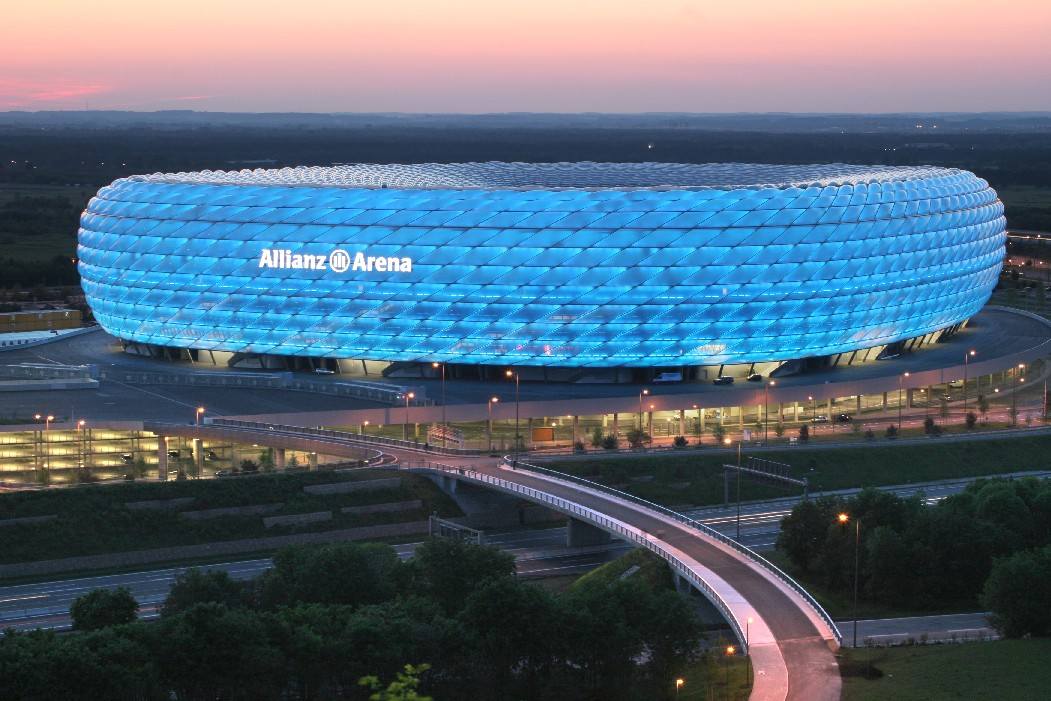
アリアンツ・アレナ （ドイツ・ミュンヘン）
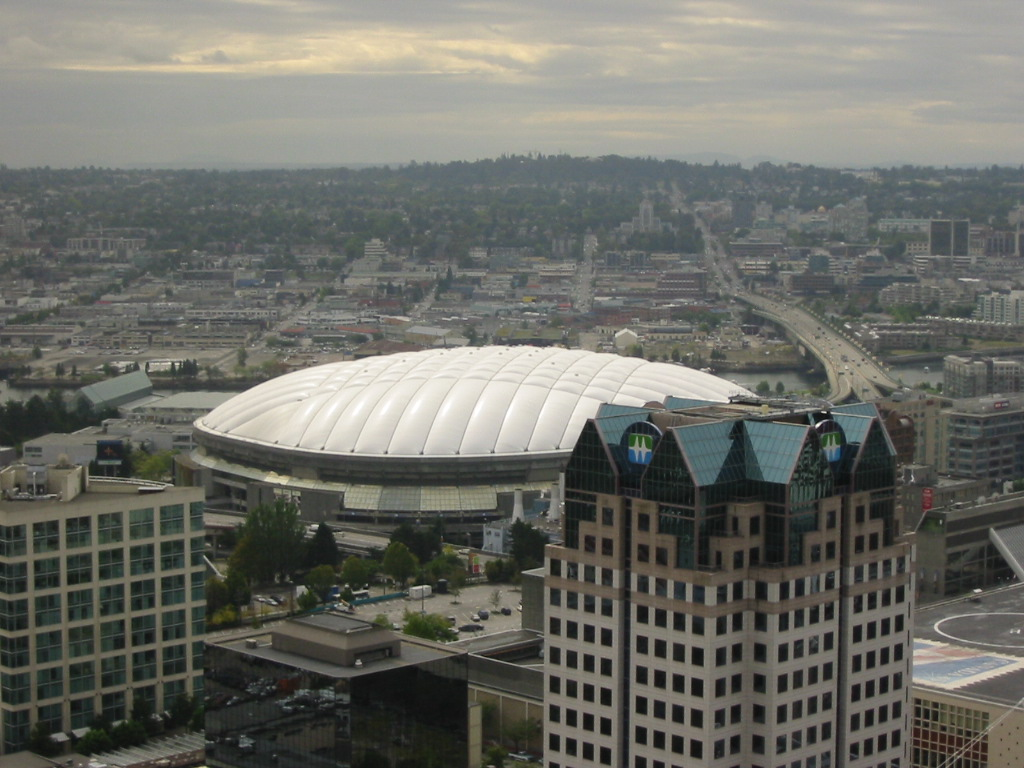
BCプレイス・スタジアム （カナダ・バンクーバー）
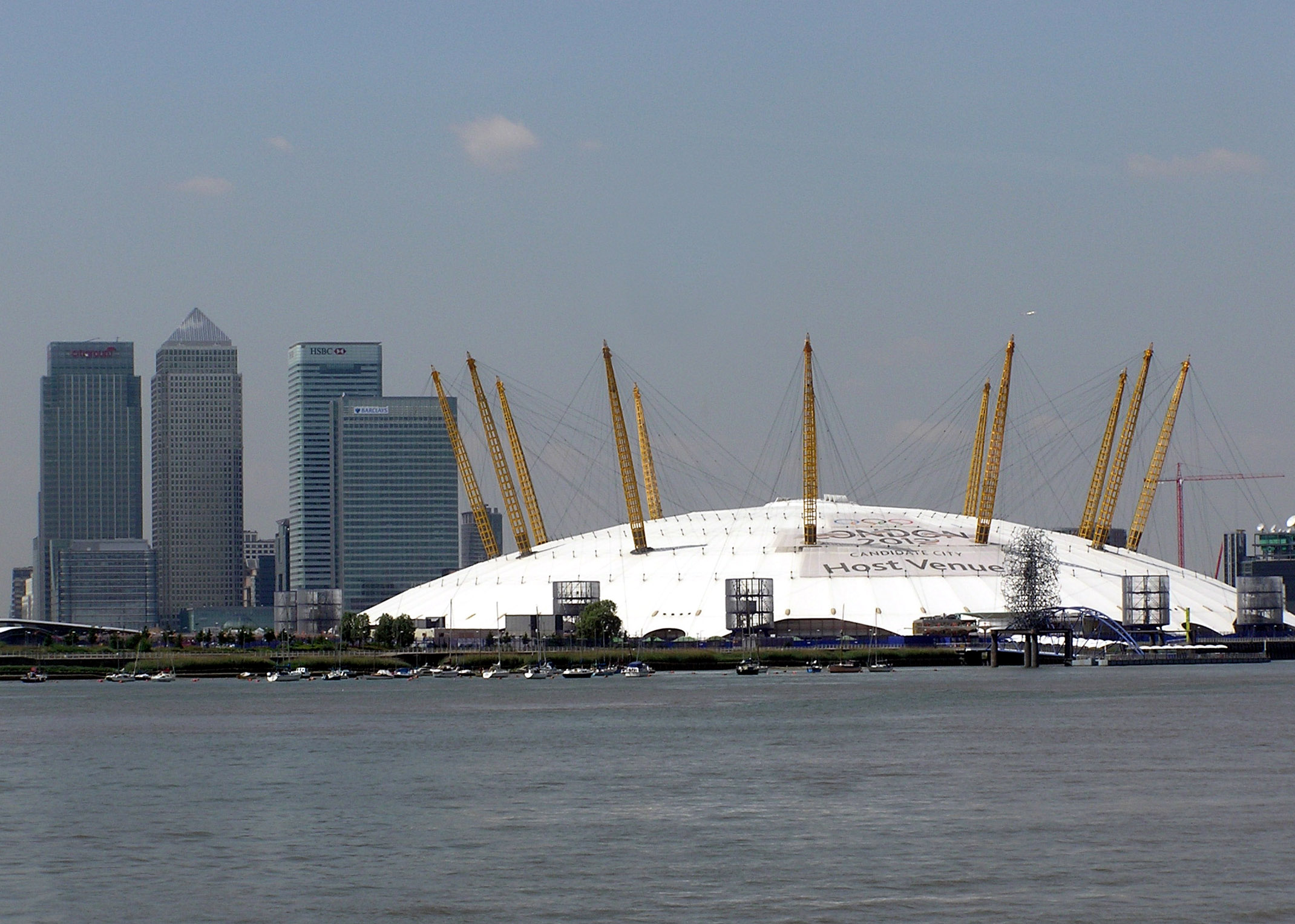
ミレニアム・ドーム （イギリス・ロンドン）
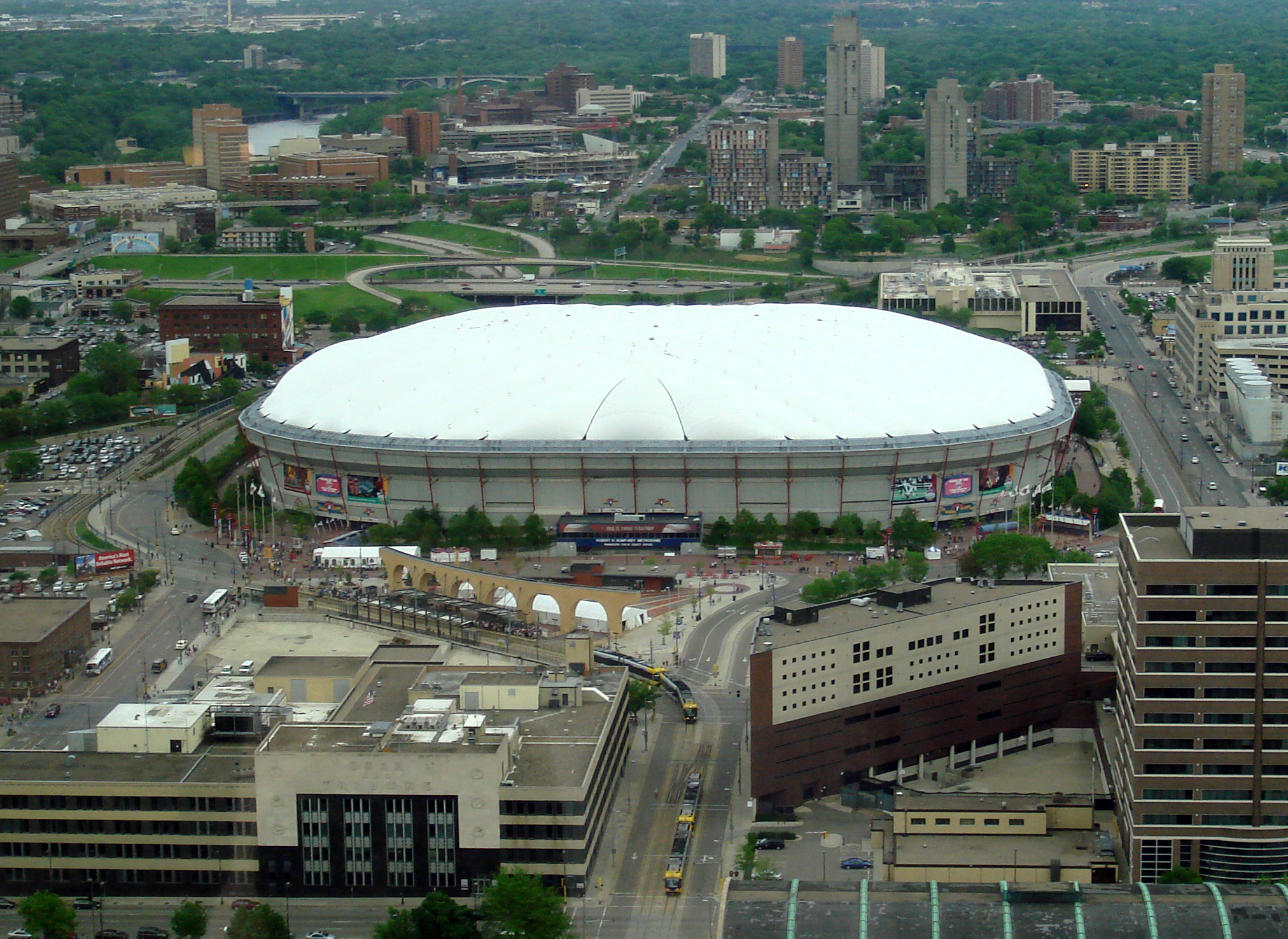
メトロドーム （アメリカ・ミネアポリス）
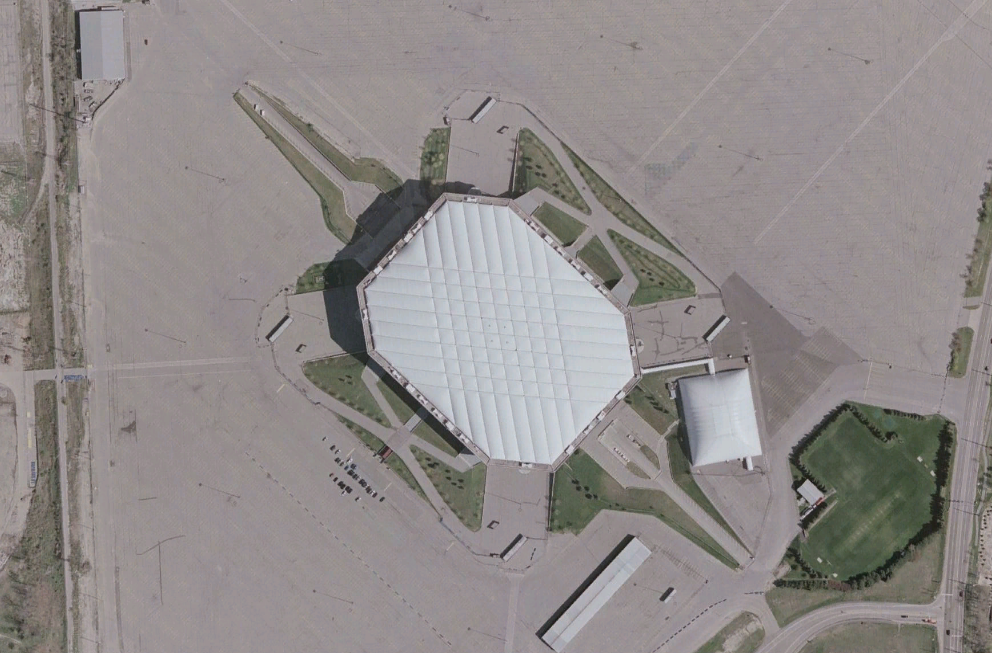
ポンティアック・シルバードーム （アメリカ・ポンティアック）